# 千葉県道137号宗吾酒々井線

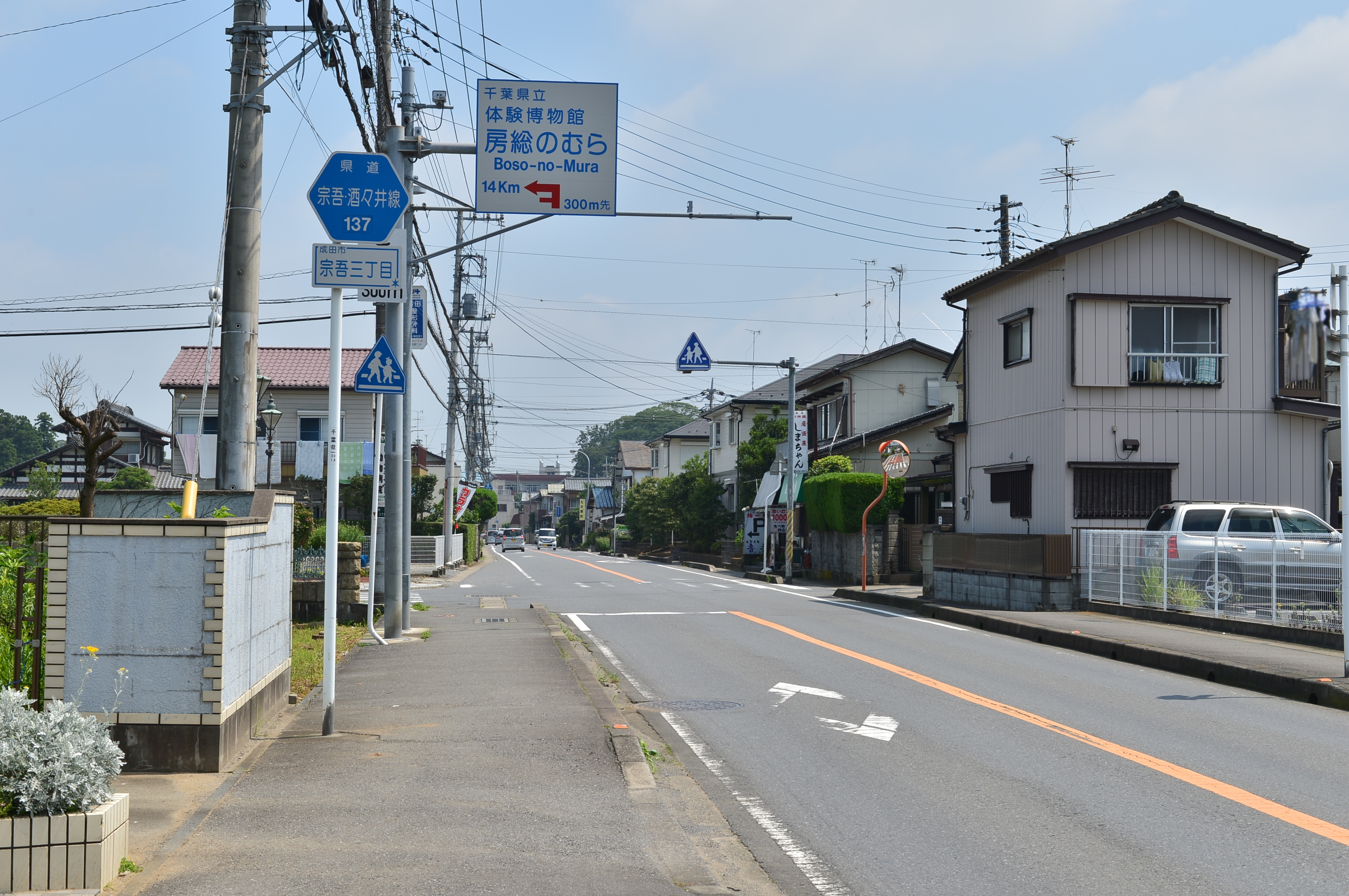
千葉県道137号宗吾酒々井線
成田市宗吾三丁目（2015年7月）

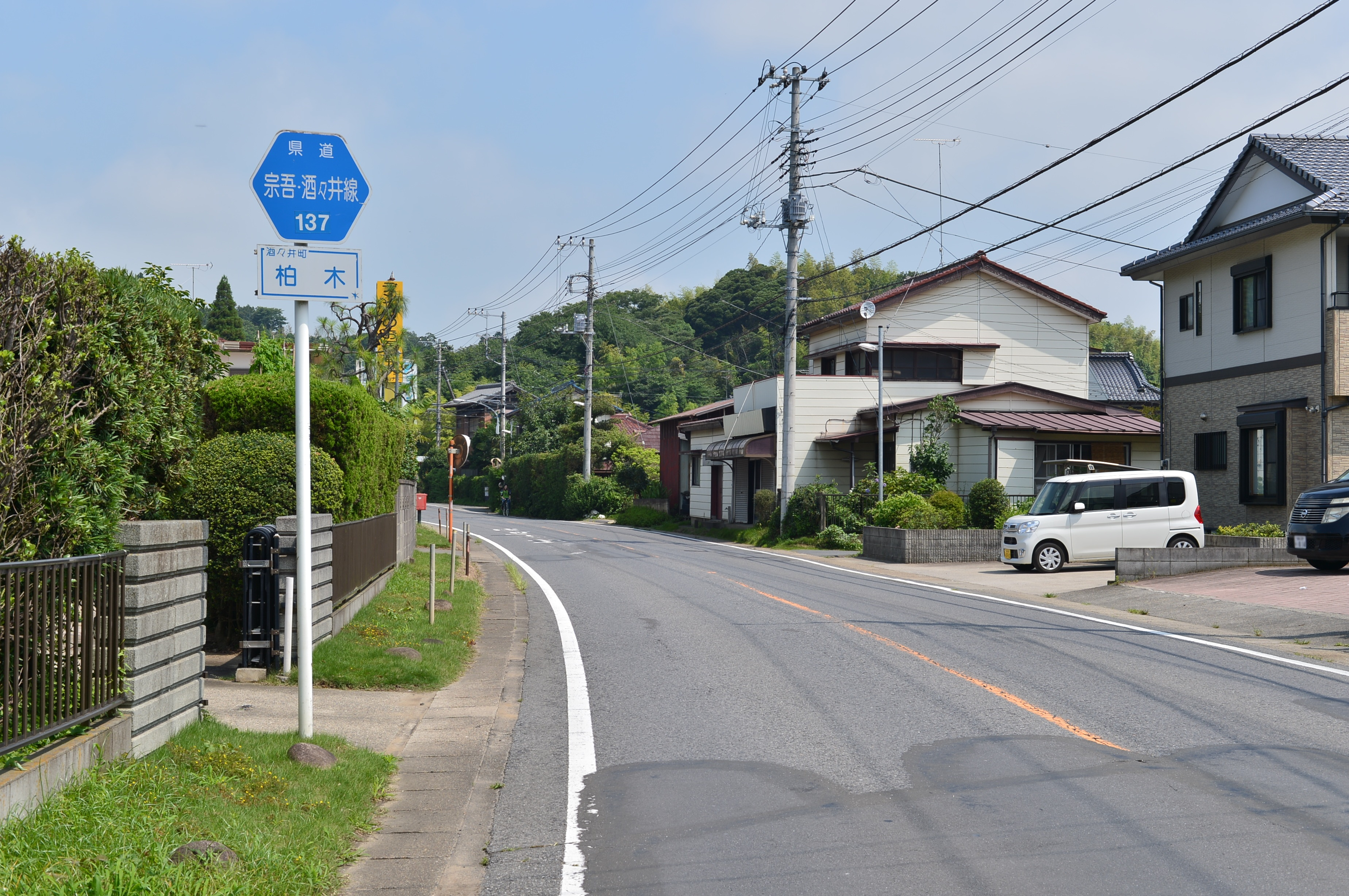
酒々井町柏木（2015年7月）

千葉県道137号宗吾酒々井線（ちばけんどう137ごう そうごしすいせん）は、千葉県成田市宗吾から印旛郡酒々井町に至る一般県道である。

## 概要
酒々井町宗吾入口交差点から終点までは、酒々井バイパス開通以前の国道51号旧道であった。総延長5㎞程度の短い県道であるが、沿道沿いには京成宗吾参道駅、京成酒々井駅、順天堂大学さくらキャンパスなどがある。

### 路線データ
- 起点：成田市宗吾（宗吾霊堂前、国道464号交点）
- 終点：印旛郡酒々井町上本佐倉（上本佐倉、国道296号交点）
- 総延長：*.* km（成田土木事務所管内：0.789 km[1]、印旛土木事務所管内：*.* km）
- 重用延長：*.* km（成田土木事務所管内：0.0 km、印旛土木事務所管内：*.* km）
- 未供用延長：なし（成田土木事務所管内：0.0 km、印旛土木事務所管内：*.* km）
- 実延長：*.* km（成田土木事務所管内：0.789 km[1]、印旛土木事務所管内：*.* km）

## 通過する自治体
- 千葉県
  - 成田市 - 印旛郡酒々井町

## 交差する道路
- 国道464号（起点）
- 国道296号（終点）

## 周辺
- 京成酒々井駅